# شیمابارا، ناگاساکی
شیمابارا در استان ناگاساکی در کشور ژاپن  واقع شده‌است  که دارای جمعیت ۴۸٬۹۵۳ نفر و مساحت ۸۲٫۷۷ کیلومتر مربع با تراکم جمعیت ۵۹۱  نفر در کیلومترمربع است و در تاریخ ۱ آوریل ۱۹۴۰ به عنوان شهر شناخته شد.

## نگارخانه

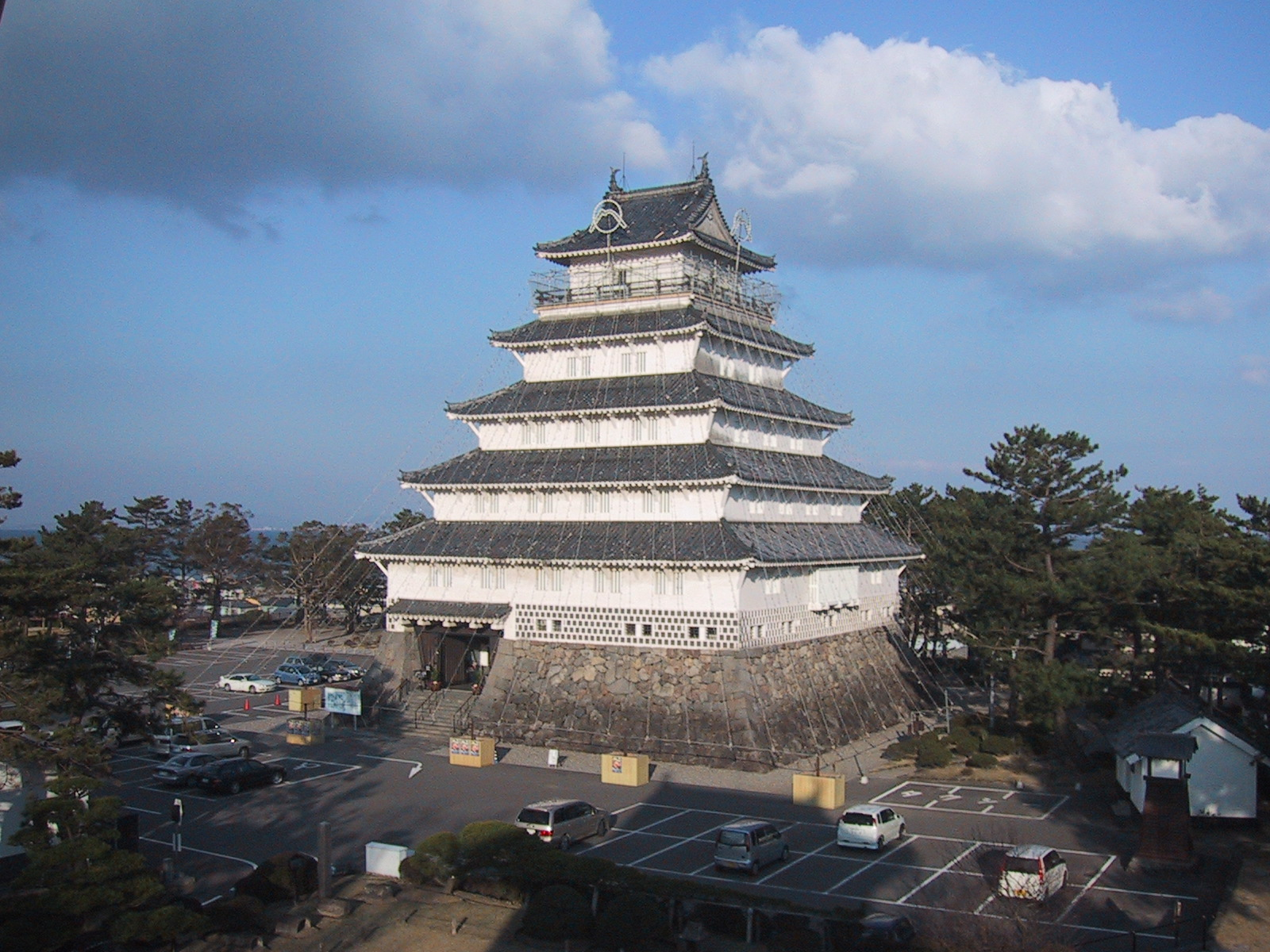
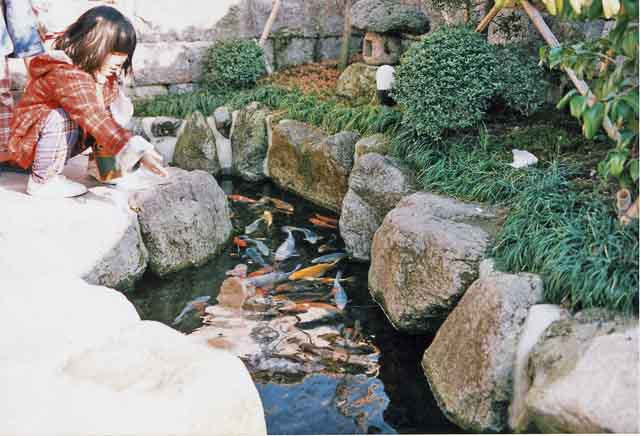
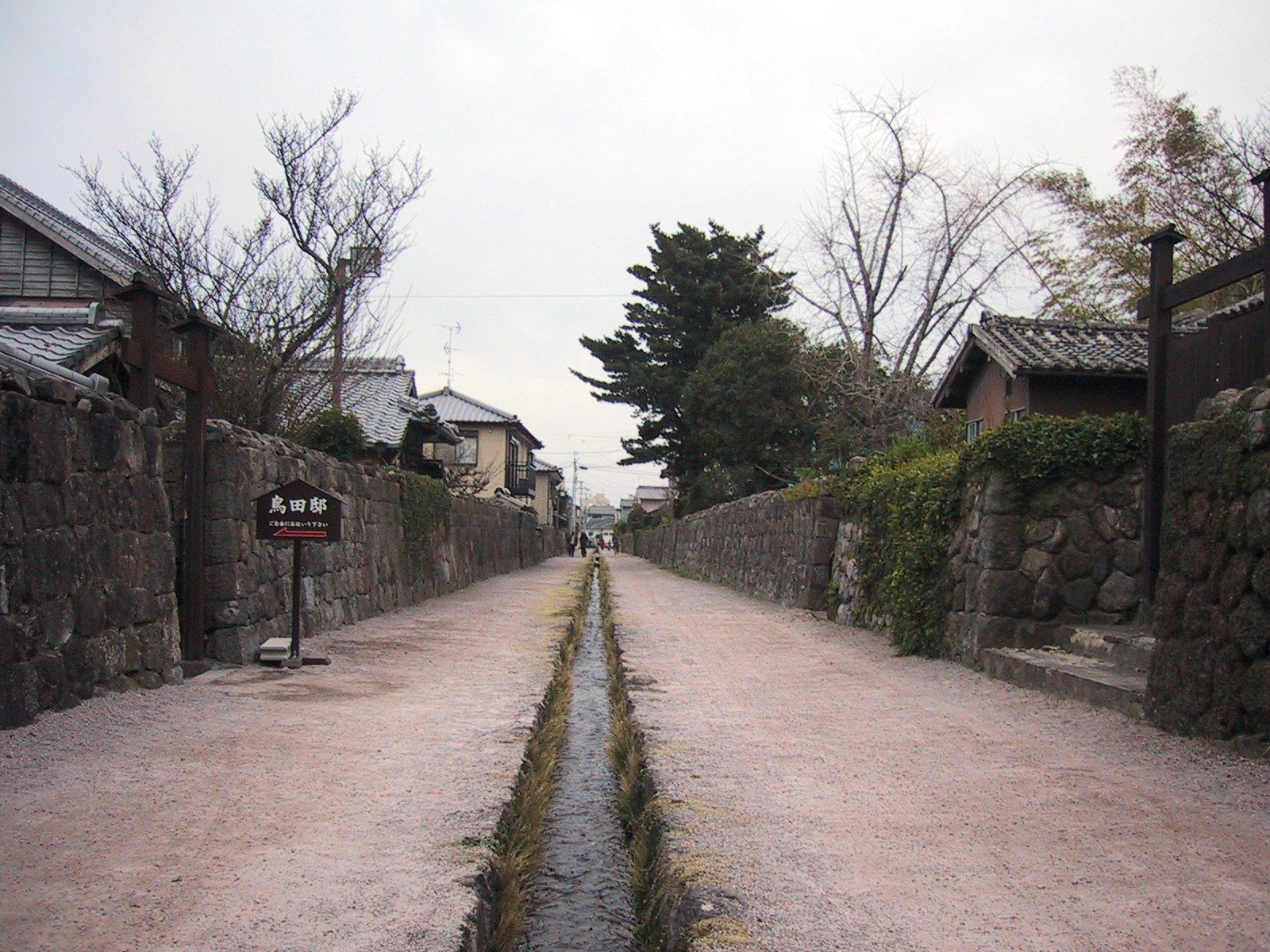